# Ô nhiễm phóng xạ

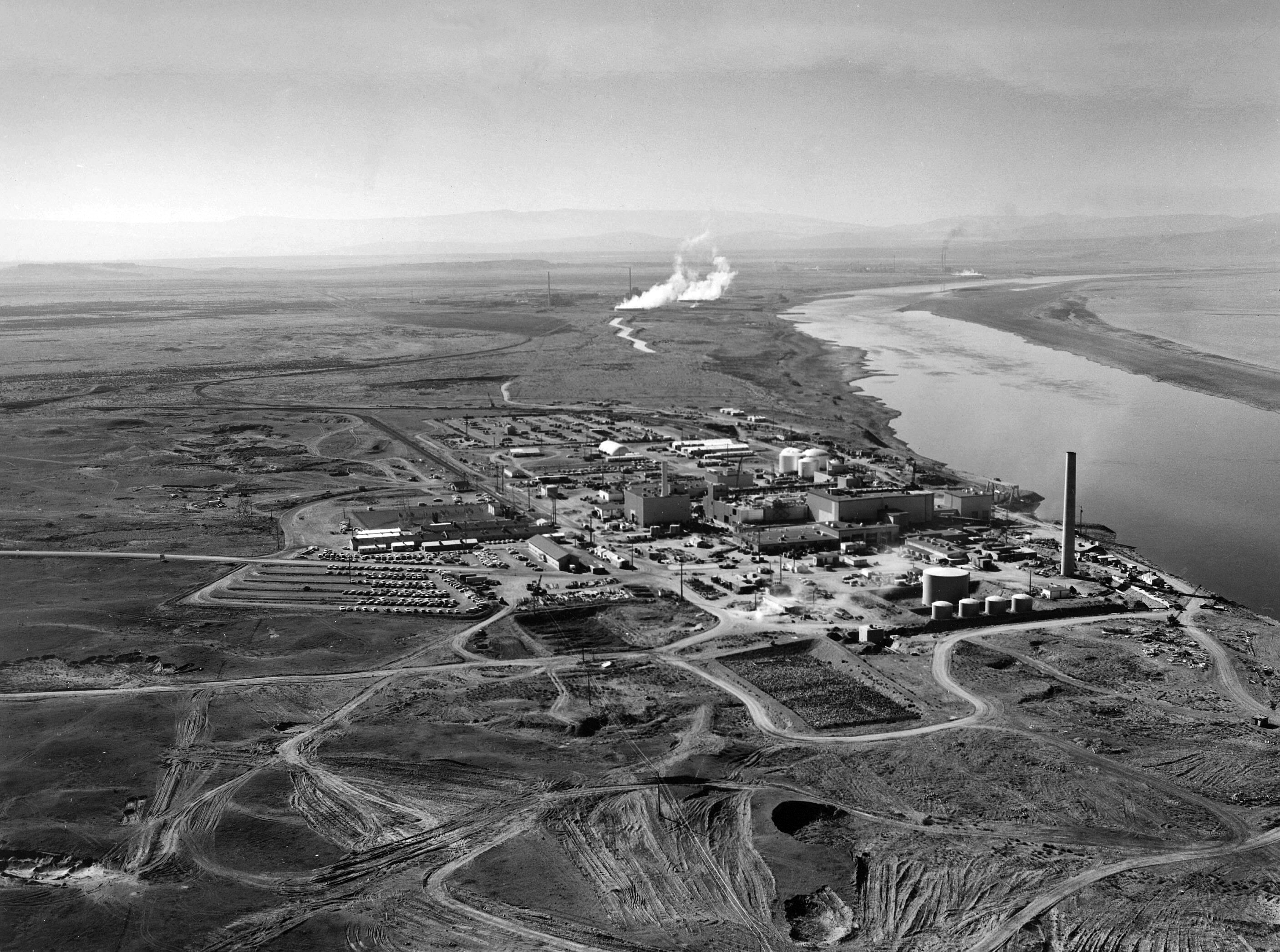
Trang web Hanford cho thấy hai phần ba lượng chất thải phóng xạ ở mức độ cao của Hoa Kỳ theo khối lượng. Các lò phản ứng hạt nhân nằm dọc bờ sông tại Khu Hanford dọc theo Sông Columbia vào tháng 1 năm 1960.

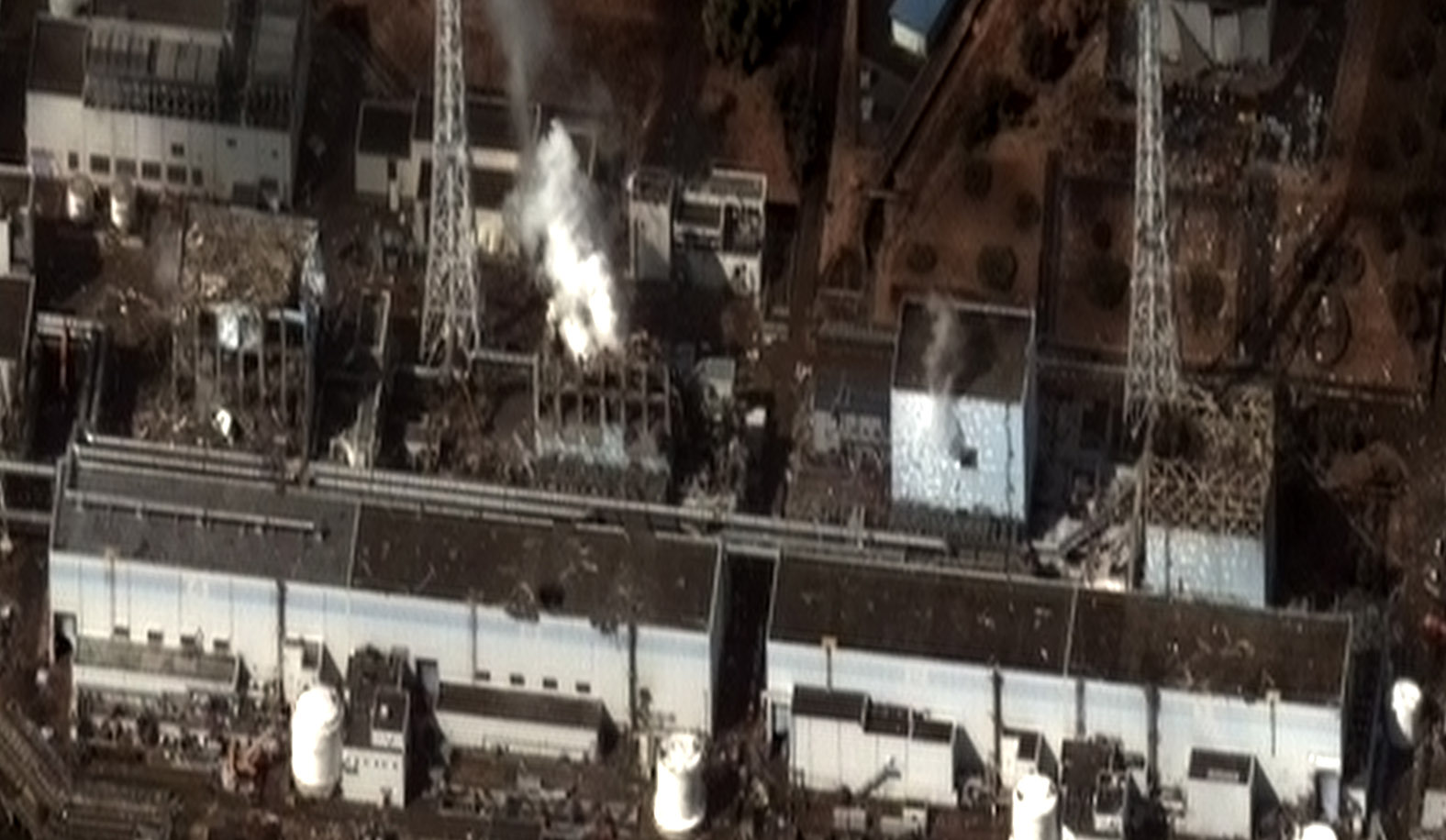
Kể từ năm 2013, khu vực xảy ra thảm họa hạt nhân Fukushima vẫn có tính phóng xạ cao, với khoảng 160.000 người di tản vẫn sống trong nhà ở tạm thời, và một số vùng đất sẽ không thể hoạt động trong nhiều thế kỷ. Công việc dọn dẹp khó khăn sẽ mất 40 năm hoặc hơn, và tiêu tốn hàng chục tỷ đô la.

Ô nhiễm phóng xạ là sự lắng đọng của các chất phóng xạ trên bề mặt hoặc trong chất rắn, chất lỏng hoặc chất khí (bao gồm cả cơ thể con người), nơi hiện diện của chúng là ngoài ý muốn hoặc không mong muốn.
Sự ô nhiễm này  như một mối nguy hiểm do sự phân rã phóng xạ của các chất gây ô nhiễm, các chất gây ra tác hại như bức xạ ion hóa (cụ thể là α, β, và γ tia) và neutron tự do. Mức độ nguy hiểm được xác định bởi nồng độ của các chất gây ô nhiễm, năng lượng của bức xạ được phát ra, loại bức xạ và khoảng cách  của các chất  ô nhiễm với các cơ quan của cơ thể. Điều quan trọng  rằng sự ô nhiễm làm phát sinh nguy cơ bức xạ và các thuật ngữ "bức xạ" và "ô nhiễm" không thể thay thế cho nhau.

Ô nhiễm không khí toàn cầu Thử nghiệm vũ khí hạt nhân trong khí quyển gần như tăng gấp đôi sự tâp trung ^{14} C ở Bắc bán cầu. Âm mưu của khí quyển ^{14} C, New Zealand và Áo. Đường cong New Zealand là đại diện cho Nam bán cầu, đường cong Áo là đại diện cho Bắc bán cầu..

Các nguồn gây ô nhiễm phóng xạ có thể được phân thành hai nhóm: tự nhiên và do con người taọ ra. Sau khi xả vũ khí hạt nhân trong khí quyển hoặc vi phạm ngăn chặn lò phản ứng hạt nhân, không khí, đất, con người, thực vật và động vật trong vùng lân cận sẽ bị ô nhiễm bởi nhiên liệu hạt nhân và các sản phẩm phân hạch. Một lọ chất phóng xạ bị đổ như uranyl nitrate có thể làm nhiễm bẩn sàn nhà và bất kỳ giẻ lau nào được sử dụng để lau vết tràn. Các trường hợp ô nhiễm phóng xạ trên diện rộng bao gồm Đảo san hô Bikini, Nhà máy Rocky Flats ở Colorado, thảm họa hạt nhân Fukushima Daiichi, thảm họa Chernobyl và khu vực xung quanh cơ sở Mayak ở Nga.

### Ngăn chặn

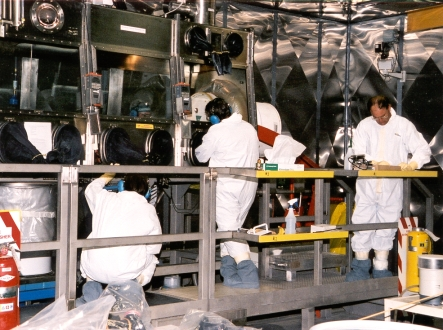
Găng tay công nghiệp lớn trong ngành công nghiệp hạt nhân

## Kiểm soát và giám sát ô nhiễm

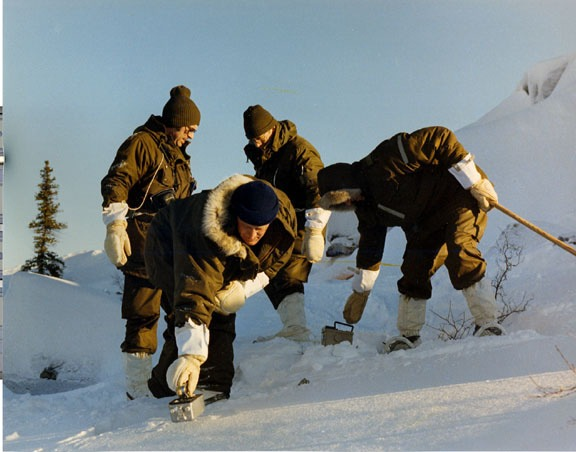
Bộ đếm Geiger-Muller đang được sử dụng làm màn hình khảo sát gamma, tìm kiếm mảnh vỡ vệ tinh phóng xạ